# Reynhard Sinaga
Reynhard Tambos Maruli Tua Sinaga ou melhor conhecido como Reynhard Sinaga (Jambi, 19 de fevereiro de 1983) é um estuprador em série da Indonésia condenado a prisão perpétua por ter abusado de 48 homens no Reino Unido, sendo considerado o mais prolífico estuprador da história britânica.
No entanto, a polícia acredita que o número de vítimas possa chegar a quase duzentas (200).
O caso repercutiu nos principais veículos de imprensa do Reino Unido, como na BBC, no The Guardian, no Mirror e no The Sun, da Europa, como no El País da Espanha e no Público de Portugal, e também na Indonésia. "Envergonhou os indonésios no exterior", escreveu o The Jakarta Post. Já o El País se referiu a ele como "o 'monstro' milionário que estuprou 48 homens".

## Biografia
Sinaga nasceu numa respeitada família de empresários de origem Batak, sendo seu sobrenome Sinaga uma marca do povo de Batak, que vive no norte de Sumatra. Mudou-se para Kendari, Sulawesi Sudeste, em 1986. Em 2007 mudou-se para o Reino Unido como estudante, formando-se em Sociologia pela Manchester University. Em 2012, começou a fazer uma pós-graduação em Geografia Humana na Leeds University.

### Vida no crime
Segundo a BBC, ele agiu por vários anos, mas foi apanhado em junho de 2017 quando uma vítima recuperou a consciência enquanto era agredida, lutou contra Sinaga e conseguiu chamar a polícia. A revista Sábado, de Portugal, escreveu: "Sinaga, encontrado inconsciente depois da luta, foi levado para o hospital com ferimentos e uma suspeita de hemorragia no cérebro. O jovem que fora abusado ainda foi questionado pela polícia, suspeito da agressão. No entanto, rapidamente os agentes perceberam que estavam a lidar com um caso sério". "A verdadeira extensão dos crimes de Sinaga provavelmente nunca seria descoberta. A polícia suspeita que ele tenha cometido crimes por um período de 10 anos", escreveu a BBC.
Foi condenado aos 36 anos de idade.

## Perfil das vítimas
Atacava homens jovens. Um dos investigadores disse durante o julgamento que o criminoso tinha "um prazer particular em atacar homens heterossexuais".
Segundo o Sábado, "por norma, escolhia jovens de cerca de 20 anos, embriagados, que se tinham perdido dos amigos ou que tinham ficado sem bateria no telefone. Aí, oferecia-lhes um sofá para dormir ou um copo para beber em sua casa".

## Modus operandi
Esperava as vítimas saírem de discotecas e bares, na cidade de Manchester, no Reino Unido, atraindo as então até seu apartamento, onde as drogava e atacava, filmando os abusos. Na abordagem, convidava os homens para tomar um drinque ou se oferecia para ajudar a chamar um táxi. "Se apresentava como um bom samaritano", escreveu o El País.
Depois de cometer os crimes, roubava pertences das vítimas, como relógios e telefones, que colecionava como troféus. As cenas de estupro filmadas, uma delas com cerca de oito horas de duração, ficavam gravadas em seu celular.
Atuava em Manchester, no Reino Unido. 

## Julgamento, pena e prisão
Em quatro julgamentos separados, Sinaga foi considerado culpado de 136 acusações de estupro, oito acusações de tentativa de estupro, 14 acusações de agressão sexual e uma acusação de agressão com penetração, contra um total de 48 vítimas.
Foi condenado a prisão perpétua no dia 6 de janeiro de 2020, com direito a liberdade condicional após cumprir uma pena mínima de 30 anos de prisão, tendo o Ministério Público britânico (CPS, ou Crown Prosecution Service) afirmado que ele era "o estuprador com maior número de casos da história jurídica britânica".
Em sua defesa, Sinaga disse que toda a atividade sexual era consensual e que cada homem havia concordado em ser filmado enquanto fingia estar dormindo. A juíza do caso responde que sua afirmação era "ridícula". "Você é um indivíduo altamente perigoso, ardiloso e traiçoeiro", disse ela também.
Segundo a revista portuguesa Sábado, "Na leitura da sentença, a juíza Suzanne Goddard descreveu Sinaga como um 'perigoso, profundamente perturbado e pervertido indivíduo sem noção da realidade'. A magistrada, que defendeu que o homem nunca deveria ser libertado da prisão, afirmou ter considerado condená-lo a perpétua sem revisão de pena - o que seria o primeiro caso num crime que não um homicídio".